# Nunta însângerată (film din 1976)
Nunta însângerată (sau Nunta însîngerată) este un film TV românesc dramatic din 1976 scris și regizat de Timotei Ursu. Este o producție de teatru TV pentru Televiziunea Română după o piesă omonimă (Bodas de Sangre) de Federico Garcia Lorca.
Rolurile principale au fost interpretate de actorii Olga Tudorache, Irina Răchițeanu-Șirianu și Violeta Andrei. Redactorul filmului a fost Ioana Prodan. A avut premiera la 27 martie 1976 la Televiziunea Română.

## Prezentare
Este o producție poetică și teatrală care se concentrează pe analiza unui sentiment tragic, antic și modern. Toate acestea încadrate într-un peisaj andaluz tragic și universal prin sentimentele exprimate de fiecare dintre personaje.
Tema principală abordată în această dramă este viața și moartea, dar într-un mod ancestral, care include mituri, legende și peisaje care dezvăluie o lume a pasiunilor întunecate care duc la gelozie, persecuție și finalul tragic: moartea. Dragostea iese în evidență ca singura forță care poate învinge moartea.
Lucrarea adună obiceiurile pământului autorului, care mai există, toate aceste obiecte simbolice ce anunță tragedia. Obsesia pentru pumnal, cuțit și brici este constantă în opera lui Lorca, în Nunta însângerată atrag fascinația și, în același timp, prefigurează moartea, toate pe lângă elementele naturale care ies și ele în evidență, precum luna.
Povestea are loc în Spania rurală și, potrivit unor surse, a fost inspirată de evenimente din viața reală care au avut loc în Almeria în anii 1920.
La început totul pare să zâmbească tânărului mire care, după ce a strâns pământuri bune, se logodește cu o femeie frumoasă și bogata; nunta este pregătită după tradiții și toată lumea este atentă la respectarea lor. Dar în privat lucrurile nu sunt atât de evidente. Mama mirelui, nu foarte entuziasmată de ideea de a rămâne singură în casa ei până la moarte, are o vedere vagă asupra acestei uniuni, ascultând cele mai mici bârfe despre mireasă. O acceptă în sfârșit, pentru fericirea fiului ei dar și în speranța nepoților care îi vor alina singurătatea. 
Mireasa a fost implicată anterior cu un bărbat pe nume Leonardo Felix, o rudă a bărbaților care i-au ucis pe soțul Mamei și pe fratele Mirelui. 
Mireasa, chiar dacă este ferm hotărâtă să se căsătorească cu logodnicul ei și apoi să-și petreacă restul zilelor închisă în casa ei, văzându-l doar pe el, nu-și poate înăbuși dragostea pentru Leonardo, deși acesta este acum căsătorit.
În dimineața nunții, Leonardo este primul invitat care sosește, cu toate că mireasa nu este încă pregătită; întâlnirea lor dezvăluie amploarea unei pasiuni reciproce, totuși reprimată violent de fiecare dintre ei. Apoi îndrăgostiții se despart, cu intenția fermă de a nu se mai vedea niciodată. Dar când nunta este în toi și petrecerea este în plină desfășurare, Leonardo și mireasa fug împreună, mânați de o forță mai intensă decât voința lor.
Urmează o lungă vânătoare în pădure, ghidată de voci mai puternice decât cele ale oamenilor; mirele revoltat îi prinde pe fugari și, în noaptea sinistră, moartea lovește...

## Distribuție
Rolurile principale:
- Olga Tudorache — Logodnica[5][6]
- Irina Răchițeanu-Șirianu — Mama[7][8]
- Violeta Andrei
- Ștefan Radof
- Alexandru Repan
- Eugenia Bosânceanu
- Victor Mavrodineanu
- Tudor Gheorghe
- Victoria Mierlescu
- Valy Voiculescu Pepino
- Ovidiu Iuliu Moldovan
- Cristina Radu

În alte roluri:
- Nicolae Dinică
- George Ulmeni
- Anatol Spînu
- Ștefan Hagimă
- Doina Anastasiu
- Aristița Diamandi — domnișoară de onoare[9]
- Lucia Toma
- Irina Cosma
- Lucia Darac
- Ortansa Panamarenco
- Marinela Cătălin
- Costel Avădanei[1]